# Comuna Stânceni, Mureș
Stânceni (în maghiară Gödemesterháza) este o comună în județul Mureș, Transilvania, România, formată din satele Ciobotani, Meștera și Stânceni (reședința).

## Demografie
Componența etnică a comunei Stânceni
     Români (82,57%)
     Maghiari (12,45%)
     Alte etnii (0,6%)
     Necunoscută (4,38%)
Componența confesională a comunei Stânceni
     Ortodocși (79,02%)
     Romano-catolici (12,23%)
     Adventiști (1,06%)
     Alte religii (2,94%)
     Necunoscută (4,75%)
Conform recensământului efectuat în 2021, populația comunei Stânceni se ridică la 1.325 de locuitori, în scădere față de recensământul anterior din 2011, când fuseseră înregistrați 1.450 de locuitori. Majoritatea locuitorilor sunt români (82,57%), cu o minoritate de maghiari (12,45%), iar pentru 4,38% nu se cunoaște apartenența etnică. Din punct de vedere confesional, majoritatea locuitorilor sunt ortodocși (79,02%), cu minorități de romano-catolici (12,23%) și adventiști (1,06%), iar pentru 4,75% nu se cunoaște apartenența confesională.

## Politică și administrație
Comuna Stânceni este administrată de un primar și un consiliu local compus din 9 consilieri. Primarul, Ștefan Bicăjan[*], de la Partidul Național Liberal, este în funcție din 1 noiembrie 2024. Începând cu alegerile locale din 2024, consiliul local are următoarea componență pe partide politice:
|  | Partid                                 | Consilieri | Componența Consiliului | Componența Consiliului | Componența Consiliului | Componența Consiliului |
|  | -------------------------------------- | ---------- | ---------------------- | ---------------------- | ---------------------- | ---------------------- |
|  | Partidul Național Liberal              | 4          |                        |                        |                        |                        |
|  | Partidul Social Democrat               | 2          |                        |                        |                        |                        |
|  | Uniunea Democrată Maghiară din România | 1          |                        |                        |                        |                        |
|  | Alianța pentru Unirea Românilor        | 1          |                        |                        |                        |                        |
|  | Alianța Dreapta Unită                  | 1          |                        |                        |                        |                        |

## Atracții turistice
- Rezervația naturală "Defileul Deda-Toplița" (6.000 ha)